# Chelun
Chelun (auf Gallo Chelun, auf Bretonisch Kelon) ist eine französische Gemeinde mit 354 Einwohnern (Stand: 1. Januar 2022) im Département Ille-et-Vilaine in der Region Bretagne. Sie gehört zum Département Ille-et-Vilaine, zum Arrondissement Fougères-Vitré und zum Kanton La Guerche-de-Bretagne. Sie grenzt im Norden an Rannée, im Osten an La Rouaudière, im Süden an Eancé und im Westen an Forges-la-Forêt. Die Bewohner nennen sich Chelunais und Chelunaises.

## Bevölkerungsentwicklung
| Jahr      | 1962 | 1968 | 1975 | 1982 | 1990 | 1999 | 2008 | 2017 |
| --------- | ---- | ---- | ---- | ---- | ---- | ---- | ---- | ---- |
| Einwohner | 474  | 428  | 360  | 306  | 270  | 252  | 322  | 349  |

## Sehenswürdigkeiten
- Kirche Saint-Pierre, zwischen 1891 und 1893 errichtet

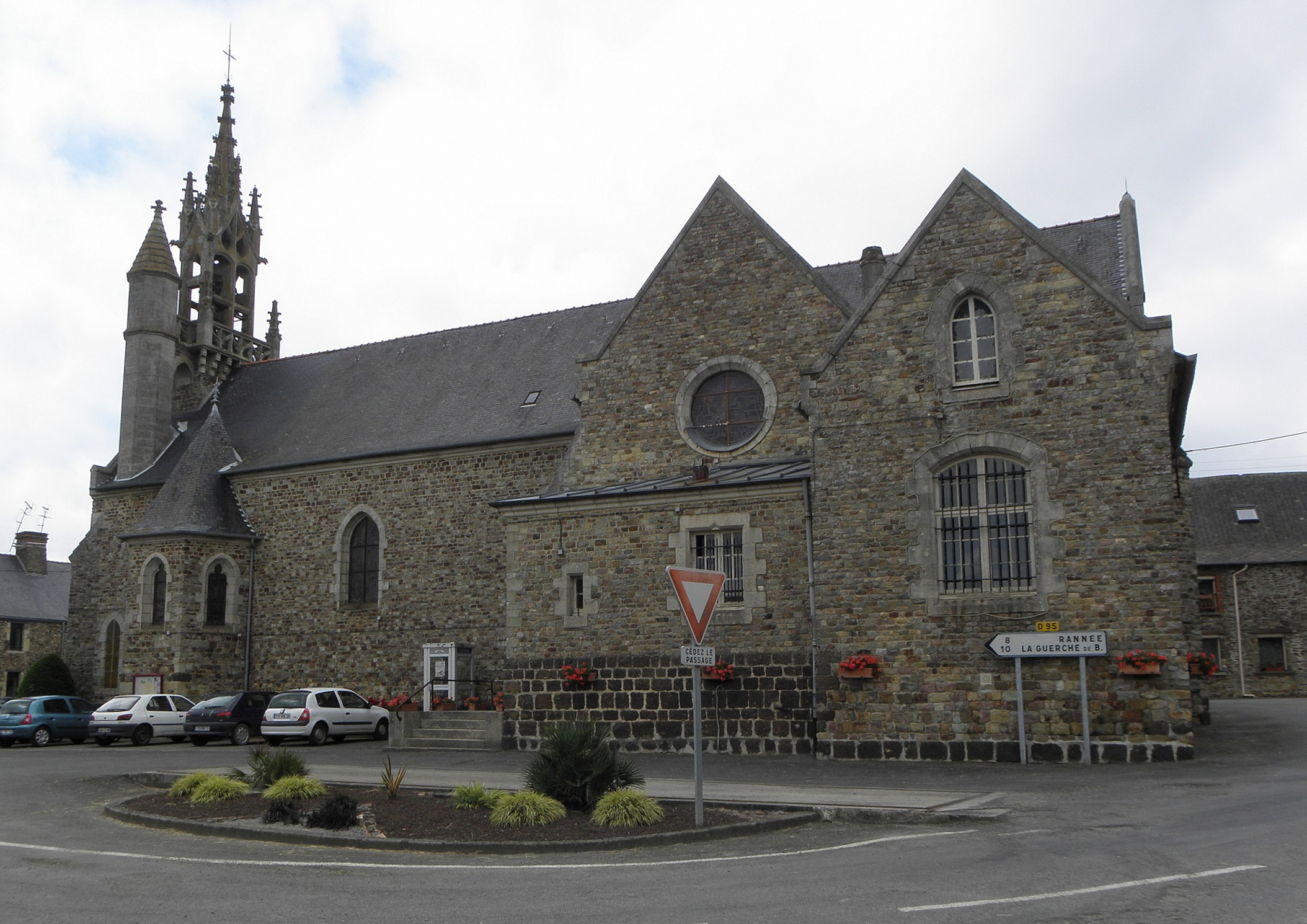
Kirche Saint-Pierre